# Phyllis Adair
Phyllis Adair, pseudonimo di Phyllis Louise Wilsnack (Chicago, 1º maggio 1919 – Los Angeles, 23 febbraio 1990), è stata un'attrice statunitense.

## Biografia
Phyllis era figlia di George Wilsnack, un ingegnere chimico berlinese emigrato a Chicago nel 1908, e di Louise Wingertier, nata a Buffalo, ma di origini svizzere. Da Chicago la famiglia si trasferì negli anni trenta a Los Angeles, dove Phyllis si diplomò e iniziò gli studi universitari. In collegio conobbe il compagno di studi William Eschrich (1916-1990) e lo sposò nel 1940, quando aveva già iniziato a recitare, prima in teatro e poi anche nei set cinematografici.
Il suo primo film, del 1939, fu All Women Have Secrets, la cui trama rispecchia la condizione reale della giovane attrice: sono le vicende di tre coppie di studenti universitari alle prese con i problemi economici e pratici della vita.
Seguirono tre film western, dopo l'ultimo dei quali, Land of Hunted Men, del 1943, la sua carriera cinematografica poteva ritenersi conclusa come il suo primo matrimonio, anche se nei successivi tre anni interpretò ancora piccoli ruoli in altri otto film. Nel 1945 Phyllis si risposò con Edward Bronaugh (1918-1987) ma divorziò dopo due anni, per sposare nel 1948 un certo Stevenson, dal quale ebbe un figlio.
Phyllis Adair morì ottantenne a Los Angeles nel 1990 e fu sepolta nel Forest Lawn Memorial Park di Hollywood.

## Filmografia

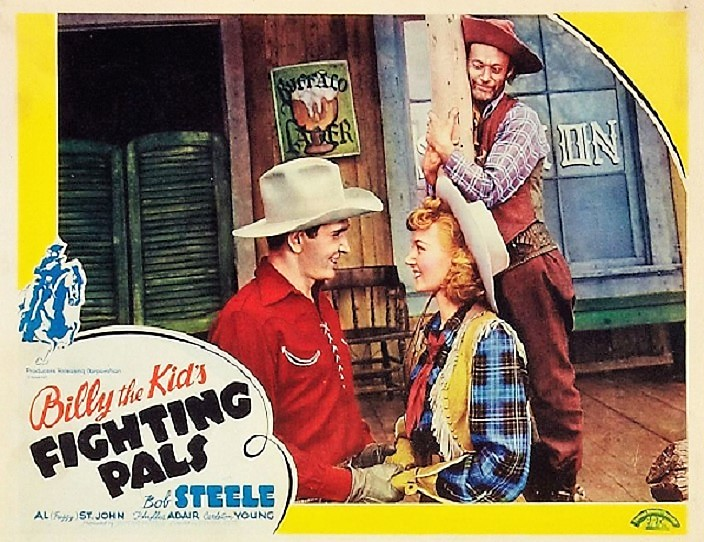
Poster del film Billy the Kid's Fighting Pals

- All Women Have Secrets (1939)
- Wild Horse Valley (1940)
- Billy the Kid's Fighting Pals (1941)
- Land of Hunted Men (1943)
- In giro con due americani (1944)
- Le tigri della Birmania (1945)
- Riders of the Dawn (1945)
- Kitty (1945)
- A ciascuno il suo destino (1946)
- Gunning for Vengeance (1946)
- The Glass Alibi (1946)
- Schiavo d'amore (1946)